# طواف كاليفورنيا 2010
طواف كاليفورنيا 2010 هو سباق دراجات هوائية أقيم بتاريخ 2010، تكون السباق من 8 مراحل وامتدّ لمسافة 810 بسرعة 24.440 /س، استغرق السباق 33 ساعة 08 دقيقة 30 ثانية. فاز به الأسترالي مايكل روجرز.

## الترتيب
| م                     | الدرّاج      | البلد    | الزمن                     |
| --------------------- | ----------- | -------- | ------------------------- |
| الفائز بالترتيب العام | مايكل روجرز | أستراليا | 33 ساعة 08 دقيقة 30 ثانية |
| أفضل شاب              | بيتر ساجان  | سلوفاكيا | -                         |